# Powiat Opatowski
Der Powiat Opatowski ist ein Powiat (Kreis) in der polnischen Woiwodschaft Heiligkreuz. Der Powiat hat eine Fläche von 911,51 km², auf der 55.200 Einwohner leben.

## Gemeinden
Der Powiat umfasst acht Gemeinden, davon drei Stadt-und-Land-Gemeinden und fünf Landgemeinden.

### Stadt-und-Land-Gemeinden
- Iwaniska
- Opatów
- Ożarów

### Landgemeinden
- Baćkowice
- Lipnik
- Sadowie
- Tarłów
- Wojciechowice